# Władysław Korniłowicz

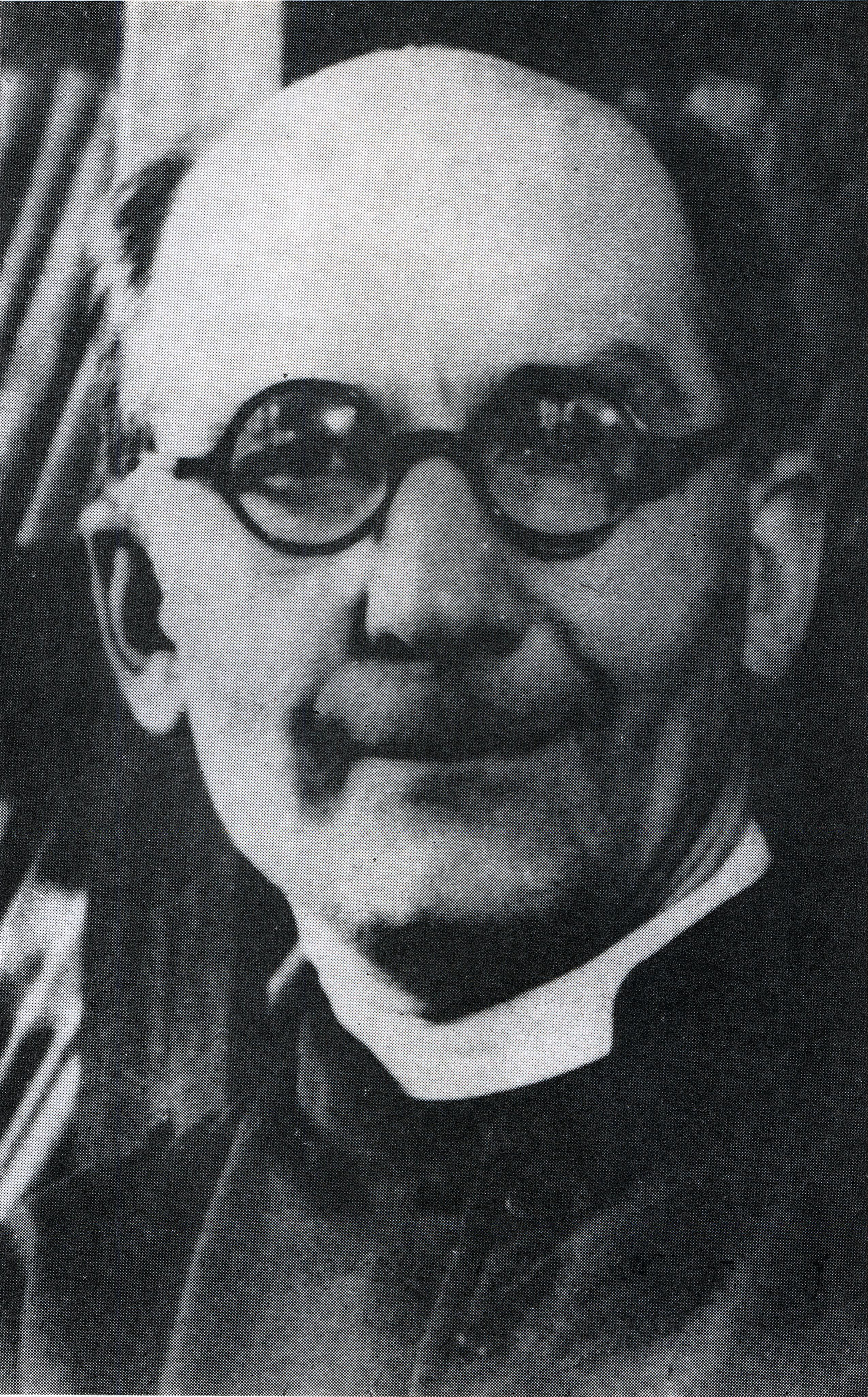
Władysław Korniłowicz tuż przed wojną

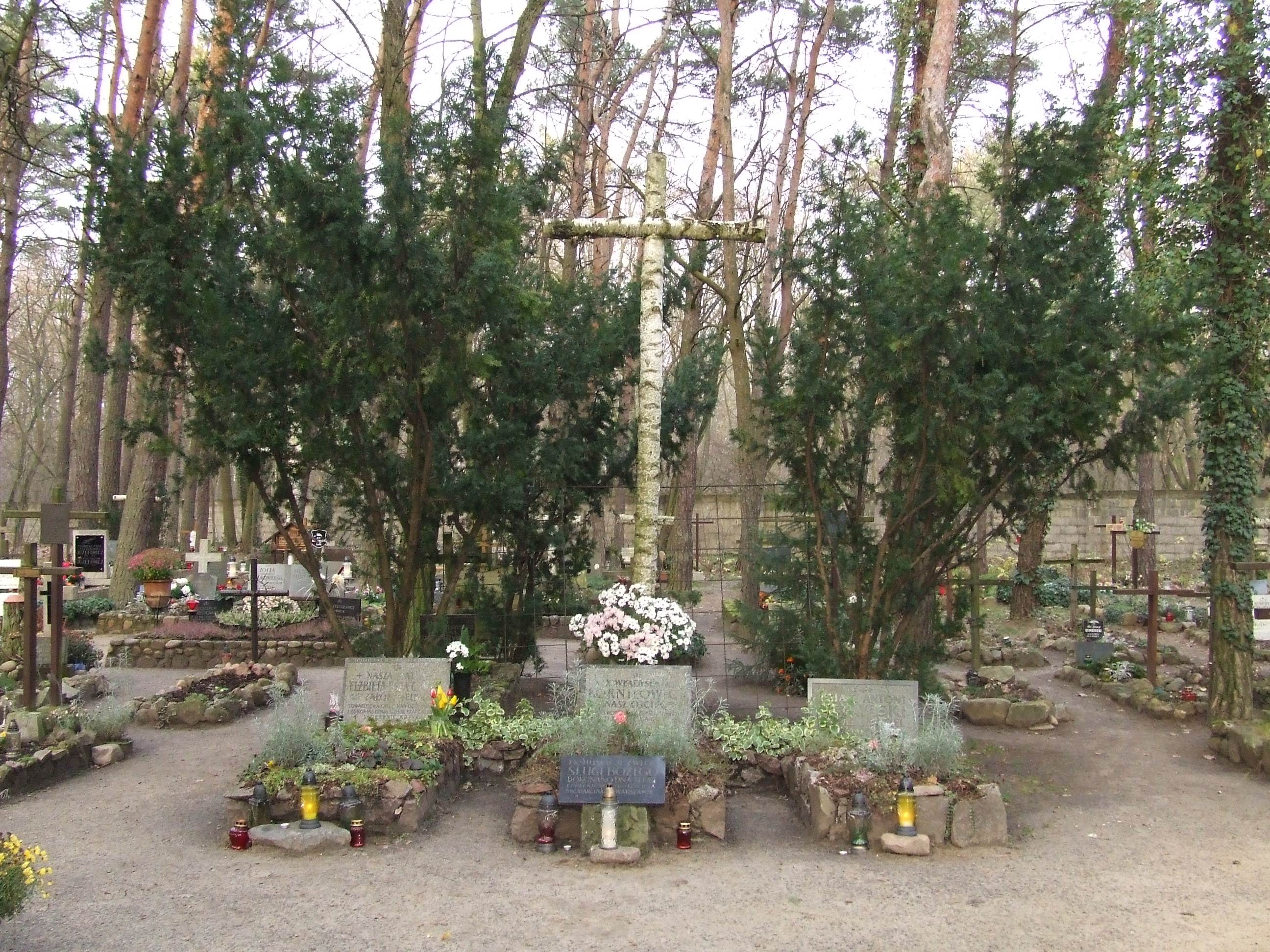
Grób symboliczny Władysława Korniłowicza na Cmentarzu leśnym w Laskach

Władysław Emil Korniłowicz (ur. 5 sierpnia 1884 w Warszawie, zm. 26 września 1946 w Laskach) – polski ksiądz katolicki, współtwórca i kierownik duchowy Dzieła Lasek, Czcigodny Sługa Boży Kościoła katolickiego.

## Życiorys

### Lata młodości
Urodził się jako trzeci z czterech synów Wiktorii, z domu Poll (zm. 1911) i doktora Edwarda Korniłowicza (1847–1909), znanego psychiatry i neurologa. Jego braćmi byli Rafał Marian (1876–1916), Tadeusz Edward (1881–1940), Kazimierz (1892–1939). Po maturze zdanej w szkole realnej w 1903 roku Władysław podjął studia przyrodnicze i filozoficzne wraz z Władysławem Tatarkiewiczem i Edwardem Lothem w Zurychu, gdzie przebywał jego starszy brat Rafał Korniłowicz. 
W 1905 wstąpił do Seminarium Warszawskiego, z którego po roku został skierowany na studia filozoficzne i teologiczne we Fryburgu (1906–1914), gdzie zacieśnił przyjaźń z ks. Kazimierzem Lutosławskim oraz ks. Adamem Woronieckim. Władysław Korniłowicz przyjął święcenia kapłańskie 6 kwietnia 1912 w Krakowie z rąk bpa Adama Sapiehy.

### I wojna światowa
Wybuch I wojny światowej zastał go w Zakopanem, gdzie w latach 1914–1916, pełnił funkcję kapelana Zakładu Jadwigi Zamoyskiej w Kuźnicach oraz podjął pracę duszpasterską wśród młodzieży pochodzącej z rozwiązanych Legionów Wschodnich i w zakopiańskiej drużynie harcerskiej, po wyjeździe Andrzeja Małkowskiego. 
W 1916 powrócił do Warszawy i pełnił różne funkcje w diecezji: wikariusza m.in. w Parafii św. Stanisława Biskupa Męczennika w Siennicy, archiwisty, cenzora i katechety. Wraz z innymi kapłanami diecezjalnymi uczestniczył w pracach Stowarzyszenia Księży Charystów (Unionis Sacerdotum Saecularium Charitatis Apostolicae "Caritas Christi"). Od 1918 był asystentem grupy dyskusyjnej zwanej "Kółko", skupiającej młodzież akademicką i młodą inteligencję, niezależnie od formalnej przynależności wyznaniowej czy religijnej, w której uczestniczyli m.in. Teresa Landy, Zofia Sokołowska, Rafał Marceli Blüth, Stanisław Krzywoszewski, Eugeniusz Kłoczowski.

### Wojna z Rosją bolszewicką
Podczas wojny polsko-bolszewickiej w latach 1919–1920 towarzyszył swoim uczniom, zmobilizowanym do Legii Akademickiej, jako kapelan wojskowy na froncie m.in. pod Lwowem, Sokolnikami i Skniłowem. Był kapelanem warszawskiej Szkoły Podchorążych (15 listopada 1919 – 27 września 1920) a potem garnizonu we Włocławku (27 września 1920 – 10 marca 1921). Tam był też wykładowcą liturgiki w Seminarium Diecezjalnym a do jego studentów należał m.in. ks. Stefan Wyszyński.

### Okres międzywojenny
W latach 1922–1930 pełnił funkcję dyrektora Konwiktu Teologicznego dla Księży studiujących na KUL-u oraz był wykładowcą liturgiki. W tym czasie wspierał również lwowskie środowisko "Odrodzenia", zaprzyjaźnił się ze Stefanem Swieżawskim oraz poznał Tadeusza Fedorowicza.
W 1924 ks. Korniłowicz został poproszony przez Marię Kleniewską o głoszenie rekolekcji dla nowo powstałego Bractwa Pielgrzymstwa Polskiego. Stopniowo stał się kierownikiem duchowym zespołu, który z inspiracji ks. Ch. Journeta, w sierpniu 1937 zmienił nazwę na Bractwo Przemienienia Pańskiego i siedem członkiń podjęło decyzję życia radami ewangelicznymi w świecie, dając w ten sposób początek Instytutowi Świeckiemu Przemienienia Pańskiego.
W 1930 ks. Korniłowicz zamieszkał w Zakładzie dla Niewidomych w Laskach, który stał się odtąd centrum jego życia i apostolstwa. Znajomość ze środowiskiem rozpoczęła się w 1918 spotkaniem z Matką Elżbietą Czacką, niewidomą Założycielką Towarzystwa Opieki nad Ociemniałymi i Zgromadzenia Sióstr Franciszkanek Służebnic Krzyża. W 1920 został poproszony o kierownictwo duchowe i wkrótce stał się Ojcem całego Dzieła Lasek, skupiającego różne placówki opieki i szkolenia niewidomych oraz związane z nimi apostolstwo wobec ludzi poszukujących wiary (Biblioteka Wiedzy Religijnej, wydawnictwo, księgarnia i pismo „Verbum” oraz dom rekolekcyjny).
Udzielił sakramentu Ostatniego Namaszczenia umierającemu marszałkowi Józefowi Piłsudskiemu (Goniec Częstochowski 1935/111)

### II wojna światowa

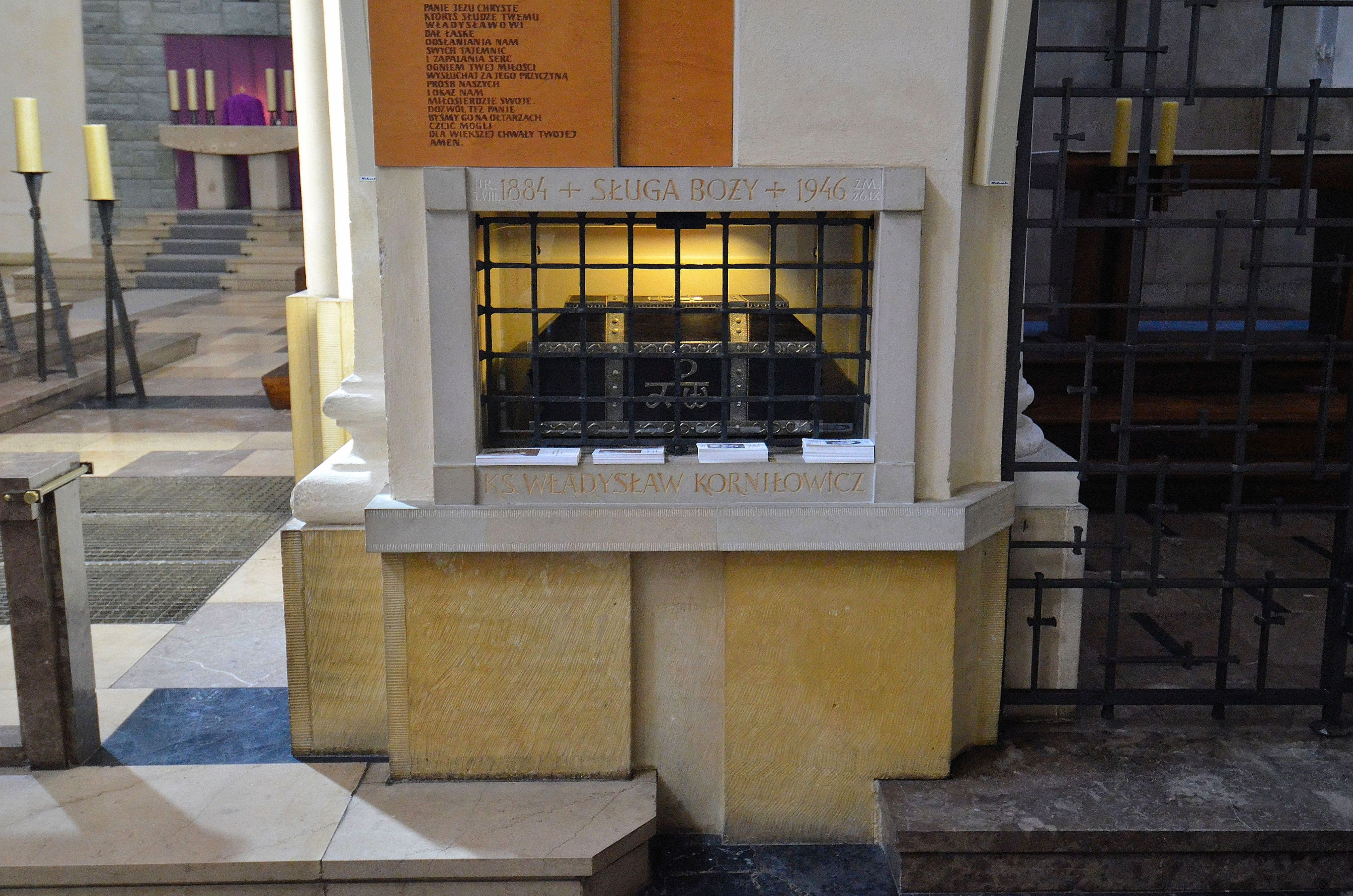
Grobowiec Władysława Korniłowicza w kościele św. Marcina w Warszawie

Podczas II wojny światowej zmuszony był do ukrywania się przed poszukującymi go Niemcami za odezwę do chrześcijan niemieckich o zaniechaniu przemocy. Przebywał w Żułowie na Lubelszczyźnie wraz z ewakuowanymi z Lasek dziećmi i siostrami. Tam też wraz z ukrywającym się również ks. Wyszyńskim, prowadził wykłady dla sióstr i grupy świeckich, w tym dla kilku przygotowujących się do kapłaństwa młodych ludzi. Mimo zagrożenia prowadził też rekolekcje w okolicznych dworach i w Warszawie.
W 1942 pojawiły się pierwsze objawy choroby nowotworowej – guz na głowie. Działania wojenne opóźniły badania i leczenie. W 1944 dokonano w Warszawie pierwszej operacji, po której wrócił jeszcze do pracy. W kwietniu 1946 nastąpiła druga operacja, po której nastąpił stopniowy zanik mowy. Zmarł w Laskach 26 września 1946.

## Publikacje
- Władysław Korniłowicz, Jacek Woroniecki, Przewodnik po literaturze religijnej i pokrewnych dziedzinach filozofji i nauk społecznych, wyd. 2, Poznań: Księgarnia Św. Wojciecha, 1927, OCLC 718543924. Brak numerów stron w książce
- Władysław Korniłowicz, Rekolekcje społeczne. Referat wygłoszony na Międzynarodowym Kongresie Filozofji Tomistycznej w Poznaniu 1934 r. Odbitka z Księgi Pamiątkowej, Gniezno 1935, OCLC 837983380. Brak numerów stron w książce
- Władysław Korniłowicz, Wartości kulturalno-wychowawcze liturgji, Warszawa 1936, OCLC 749819360. Brak numerów stron w książce
- Władysław Korniłowicz, Chrześcijańska odbudowa świata w świetle nauki o ciele mistycznym. Rozważania nad rolą duszpasterza w akcji społecznej, Warszawa: Archidiecezjalny Instytut Akcji Katolickiej, 1938 (Biblioteka Akcji Katolickiej, Nowa Seria, nr 16), OCLC 837983223. Brak numerów stron w książce
- Władysław Emil Korniłowicz, Konferencje rekolekcyjne. Wybór, Warszawa 2001, OCLC 909971634. Brak numerów stron w książce
- Elżbieta Róża Czacka i inni, Listy, Laski-Warszawa: Zgromadzenie Sióstr Franciszkanek Służebnic Krzyża, 2007, ISBN 978-83-925305-0-3, OCLC 602650878. Brak numerów stron w książce

## Tablica przodków
| Tablica rodowodowa                                                         | | | | |
| Pradziadkowie                                                              | ? | ? | ? | Tadeusz Kukiewicz h. Mogiła (1765–18.07.1848) Karolina Domejko (?–?)                                  |
| Dziadkowie                                                                 | Eliasz Korniłowicz (?–?) Emilia Umińska (?–1883)                                                      | Eliasz Korniłowicz (?–?) Emilia Umińska (?–1883)                                                      | Fortunat Poll (6.11.1815–3.08.1879) Apolonia Kukiewicz h. Mogiła (?–5.03.1905)                        | Fortunat Poll (6.11.1815–3.08.1879) Apolonia Kukiewicz h. Mogiła (?–5.03.1905)                        |
| Rodzice                                                                    | Edward Antoni Franciszek Korniłowicz (13.11.1847–15.11.1909) Wiktoria Apolonia Poll (1856–21.03.1911) | Edward Antoni Franciszek Korniłowicz (13.11.1847–15.11.1909) Wiktoria Apolonia Poll (1856–21.03.1911) | Edward Antoni Franciszek Korniłowicz (13.11.1847–15.11.1909) Wiktoria Apolonia Poll (1856–21.03.1911) | Edward Antoni Franciszek Korniłowicz (13.11.1847–15.11.1909) Wiktoria Apolonia Poll (1856–21.03.1911) |
| Czcigodny Sługa Boży ks. Władysław Emil Korniłowicz (5.08.1884–26.09.1946) | | | | |

## Proces beatyfikacyjny
Z inicjatywy Zgromadzenia Sióstr Franciszkanek Służebnic Krzyża oraz archidiecezji warszawskiej, przekonanych o świątobliwości jego życia podjęto starania celem wyniesienia go na ołtarze. 13 kwietnia 1978 Stolica Apostolska wydała zgodę tzw. nihil obstat na rozpoczęcie procesu jego beatyfikacji, po czym 27 września tegoż roku kard. Stefan Wyszyński rozpoczął proces informacyjny, który zakończył się w czerwcu 1995. Odtąd przysługiwał mu tytuł Sługi Bożego. 11 listopada 1978, po rozpoczęciu procesu beatyfikacyjnego, jego szczątki zostały przeniesione z cmentarza zakładowego w Laskach do warszawskiego kościoła św. Marcina.
Akta procesu zostały po zakończeniu procesu informacyjnego przekazane Kongregacji Spraw Kanonizacyjnych do Rzymu, która po zapoznaniu się z tą dokumentacją, 16 stycznia 1998 wydała dekret o ważności procesu informacyjnego. Postulator generalny (obecnie – po zmianach – jest nim bp Sławomir Oder) w 2008 złożył tzw. Positio wymagane w dalszej procedurze beatyfikacyjnej. 5 lipca 2019 papież Franciszek promulgował dekret o heroiczności jego życia i cnót. Odtąd przysługuje mu tytuł Czcigodnego Sługi Bożego.

## Ksiądz Władysław Korniłowicz w filmie
Postać księdza Władysława Korniłowicza występuje w serialu historycznym Marszałek Piłsudski (2001) w reżyserii Andrzeja Trzosa-Rastawieckiego. Rolę tę zagrał Kazimierz Orzechowski (odc. 8).